# Rosario Spanò
Rosario Spanò (Bagheria, 2 maggio 1940) è un ex calciatore italiano, di ruolo difensore.

## Carriera
Esordisce nel Potenza nella stagione 1961-1962, nella quale gioca 15 partite in Serie C; gioca in terza serie anche nella stagione successiva, contribuendo alla vittoria del campionato con 27 presenze. Rimane in squadra anche in Serie B nella stagione 1963-1964, nella quale gioca 13 partite segnando anche il suo primo gol con la maglia della squadra lucana. Nella stagione 1964-1965 contribuisce invece al quinto posto finale della sua squadra con 24 presenze, suo massimo in carriera in una singola stagione di Serie B. Continua a giocare in seconda serie anche nella stagione 1965-1966 (8 presenze senza reti segnate) e nella stagione 1966-1967, nella quale disputa 13 partite senza mai segnare per poi lasciare i rossoblu a fine stagione dopo un totale di 100 presenze ed un gol. A fine anno passa al Trapani, con la cui maglia nella stagione 1967-1968 gioca 35 partite senza mai segnare nel campionato di Serie C; rimane poi nella rosa della squadra granata anche per la stagione 1969-1970, in cui gioca altre 3 partite in terza serie, saltando tutto il resto della stagione per un grave infortunio. Disputa poi un'altra stagione con i siciliani nel 1969-1970, tornando a giocare con continuità (24 presenze) dopo l'infortunio patito l'anno precedente. Rimane al Trapani anche per la stagione 1970-1971, disputata in Serie D dopo la retrocessione dell'anno precedente. In questa stagione gioca 22 partite, e in seguito agli incidenti della partita casalinga contro la Juve Bagheria del 21 marzo 1971 (caratterizzata anche da un'invasione di campo dei tifosi del Taranto e da gravi danni allo stadio) riceve una squalifica di tre anni che di fatto pone fine alla sua carriera.
In carriera ha giocato complessivamente 58 partite in Serie B, segnandovi anche una rete.

## Palmarès

### Club

#### Competizioni nazionali
- Campionato italiano Serie C: 1

Potenza: 1962-1963